# John O’Neill (północnoirlandzki piłkarz)
John Patrick O’Neill (ur. 11 marca 1958 w Londonderry) – północnoirlandzki piłkarz występujący na pozycji obrońcy.

## Kariera klubowa
O’Neill zawodową karierę rozpoczynał w 1978 roku w angielskim klubie Leicester City z Second Division. W tych rozgrywkach zadebiutował 19 sierpnia 1978 roku w zremisowanym 2:2 spotkaniu z Burnley. W 1980 roku awansował z zespołem do First Division. Po roku powrócił z nim do Second Division. W 1983 roku ponownie awansował z klubem do First Division. W Leicester grał do 1987 roku. W sumie zagrał tam w 313 meczach i zdobył 10 bramek. Latem 1987 roku odszedł do Queens Park Rangers, a w grudniu 1987 roku został graczem Norwich City, gdzie w 1988 roku zakończył karierę.

## Kariera reprezentacyjna
W reprezentacji Irlandii Północnej O’Neill zadebiutował 26 marca 1980 roku w zremisowanym 0:0 meczu eliminacji Mistrzostwa Świata w Piłce Nożnej 1982 mistrzostw świata 1982 z Izraelem. W 1982 roku został powołany do kadry narodowej na mundial. Zagrał na nich w pojedynku z Francją (1:4). Z tamtego turnieju Irlandia Północna odpadła po drugiej rundzie. W 1986 roku O’Neill ponownie znalazł się w kadrze na mistrzostwa świata. Wystąpił tam w meczach z Algierią (1:1), Hiszpanią (1:2) oraz Brazylią (0:3). Tamten mundial Irlandia Północna zakończyła na fazie grupowej. W latach 1980–1986 w drużynie narodowej O’Neill rozegrał w sumie 39 spotkań i zdobył 1 bramkę.